# Naked Idol
Naked Idol es una banda finlandesa de rock y metal de Espoo, formada en la primavera de 2006 por el líder de la banda Sami Wolking, más conocido como Magnum (antiguo bajista de la popular banda de heavy metal Lordi) y por Jones. Desde 2011, la banda tiene un guitarrista australiano.
Naked Idol mezcló en verano de 2009 doce nuevas canciones para un nuevo álbum que quieren sacarlo para dentro de unos pocos años. Después de la separación de su cantante canadiense, Brian Forth, empezaron a buscar un nuevo líder. En enero, el batería A.J fue expulsado de la banda. El nuevo cantante se unió a la banda el 17 de agosto de 2012.

## Miembros

### Miembros actuales
- Malcolm - cantante (2012-)
- Magnum - bajista, programador y coros (nombre real: Sami Wolking) (2006-)
- Manu - guitarra electrónica (2014-)
- Anti - guitarra electrónica y coros (nombre real: Antti Saari) (2006-)
- Jannis K. - batería (2013-)

### Antiguos miembros
- Teemu - guitarrista (2006-2006)
- Marco - guitarrista (2006-2007)
- Jekku - batería (2009-2009)
- Tim - guitarrista y coros (2008-2010)
- Brian James - cantante y piano (2006-2011)
- A.J. - batería y coros (2009-2012)
- Johnny E - guitarrista y coros (nombre real: John Emslie) (2011-2012)
- Jones - bajo sintetizado y coros (2006-2014)

## Discografía

### Sencillos
My Weakness (sencillo de radio y sencillo promocional, 2010)
- 1. My Weakness (4:18)

Back From Oblivion (sencillo de radio y sencillo de edición limitada , 2011)
- 1. Back From Oblivion (3:28)
- 2. My Weakness (4:18)

Boys Of Summer, junto a Sampsa Astala (sencillo de radio y sencillo, 2013)
- 1. Boys Of Summer (4:43)

Shattered, junto a Sampsa Astala (sencillo de radio y sencillo, 2013)
- 1. Shattered (4:07)
- 2. Boys Of Summer (4:43)

"I Saw Mommy Kissing Santa Claus" (sencillo, 2014)
- 1. "I Saw Mommy Kissing Santa Claus" (2:41)

### EP
Filthy Fairies (31 de octubre de 2013) 
- 1. Shattered (4:07) (con Sampsa Astala)
- 2. Hungry (For You)
- 3. Filthy Fairies (con Mr. Lordi y Sampsa Astala)
- 4. Jane
- 5. Devil Ridin' Shotgun